# Paleotriatoma metaxytaxa
Paleotriatoma metaxytaxa es una especie de insecto fósil perteneciente a la subfamilia Triatominae de la familia Reduviidae. Los triatominos vivos, conocidos como vinchucas,  son insectos hematófagos responsables de la transmisión de la enfermedad de Chagas.
La especie fue descripta a partir de un único ejemplar con excelente preservación. Dicho ejemplar fue preservado en ámbar, en depósitos de antigüedad Cretácico medio (posiblemente Albiano). El espécimen contiene tripanosomas flagelados en desarrollo en su intestino posterior, lo que sugiere que los primeros triatominos podrían haber estado transmitiendo protozoos patógenos a los vertebrados ya hace unos 100 millones de años (Ma).

## Etimología
El nombre del género, es decir, Paleotriatoma, proviene del griego “paleo” = antiguo y el nombre del género existente, Triatoma. El epíteto específico, es decir, el término metaxytaxa, está tomado del griego “metxy” = entre y también del griego, “tasso” = disponer, en referencia al estado intermedio del fósil, que tiene características anatómicas de Reduviinae y de Triatominae.

## Preservación del ejemplar
La especie P. metaxytaxa fue descripta a partir de un único ejemplar macho fósil con excelente preservación. Los insectos, por carecer de esqueleto mineralizado, presentan una baja probabilidad de fosilizarse y pasar a formar parte del registro paleontológico.  La calidad de la preservación se debe a que fueron preservados en ámbar, que es el resultado de la petrificación (diagénesis) de resinas de árboles en las que quedaron atrapados numerosos restos de organismos mientras estaban vivos.
El espécimen se encontró en la mina de ámbar del monte Noije Bum, excavada en el valle de Hukawng y ubicada al suroeste de Maingkhwan en el Estado de Kachin en Birmania. Basado en evidencia paleontológica, este sitio fue fechado a fines del Albiano, en el Cretácico Inferior, con edades de entre 97 y 110 Ma. Un estudio más reciente utilizó datación con U-Pb de zircones, que determinó que la edad era de 98,79 ± 0,62 Ma. Este resultado ubica a estos depósitos en el límite entre el Albiano y el Cenomaniano. El ámbar de Birmania se habría formado a partir de la resina emanada de un árbol dentro del grupo de los Araucariaceae, posiblemente del género Agathis.

## Importancia en el conocimiento evolutivo y biogeográfico de la especie
A excepción de los triatominos (chinches besuconas, vinchucas y varios otros nombres), las especies de la familia Reduviidae se alimentan de insectos, a los que depredan. Los triatominos vivientes son exclusivamente hematófagos, es decir, se alimentan succionando la sangre de vertebrados. Paleotriatoma metaxytaxa, contiene un predominio de características anatómicas de Triatominae, así como algunos caracteres de Reduviinae. Por ello, se la considera un fósil intermedio que representa a un progenitor temprano de Triatominae. Dado que los Triatominae probablemente evolucionaron de los Reduviinae, la alimentación de insectos puede considerarse una característica primitiva. Se infiere entonces que los primeros triatominos probablemente se alimentaban tanto de insectos como de vertebrados, y que la hematofagia se originó una sola vez en la familia Reduviidae. Asimismo, los primeros triatominos que se alimentaban de vertebrados, habrían sido formas transitorias que poseían características morfológicas tanto de Triatominae como de Reduviinae, similares a P. metaxytaxa.
Anteriormente, se consideraba que los triatominos, es decir, las chinches hematófagas, eran endémicas de América del Sur. Se sostenía que su diversificación se debió a los cambios resultantes del levantamiento de los Andes y las variaciones en los niveles del mar en América del Norte, que aislaron el subcontinente. Actualmente la evidencia indica que los triatominos se originaron en Gondwana. El fósil de P. metaxytaxa, hallado en Birmania, no es la excepción, ya que esa porción de corteza migró desde Gondwana hasta su emplazamiento actual. Este escenario es congruente con la distribución actual de la subfamilia con representantes importantes en América del Sur, África, India y Australia.